# Naomi Niu
Naomi Niu (Japans: 丹生ナオミ, Niu Naomi) is een Japans componiste.

## Levensloop
Niu studeerde compositie aan de Tokyo National University of Fine Arts and Music (東京藝術大学 Tōkyō Gei-jutsu Daigaku), nu: Tokyo University of the Arts in Tokio en behaalde aldaar haar Bachelor of Music. Vervolgens studeerde zij bij Satoru Osamu aan het New England Conservatory in Boston, waar zij haar Master of Music behaalde. Als componiste werd zij met verschillende prijzen bekroond, zoals de "Nagoya City Cultural Promotion Award", de "Toru Takemitsu Award for Composition", de "Asia-Pacific Broadcasting Union (ABU) prijs" en andere.
Naast werken voor tv en film is zij internationaal vooral bekend door haar werken voor harmonieorkest.

## Composities

### Werken voor harmonieorkest
- 2005 Excerpts for Suzaku Band
- 2008 Riyuu Shiyou blue (Blue Dragon Dance) - (Mai because of the discharge)
- 2008 Riyuu Shiyou blue (Blue Dragon Dance)

### Vocale muziek

#### Werken voor koor
- Hikari no sorae, voor kinderkoor - tekst: Yoshiko Oda[1]

### Kamermuziek
- 11 Bridges +1, voor dwarsfluit en gitaar

## Media
1. ↑  Hikari no sorae